# Sulfuro de estaño(II)
El sulfuro de estaño(II) es un compuesto químico de estaño y azufre. Su fórmula química es SnS. Su presencia natural es la herzenbergita (α-SnS), un mineral raro. A temperaturas elevadas por encima de 905 K, el SnS experimenta una transición de fase de segundo orden a β-SnS (grupo espacial: Cmcm, n.º 63). En los últimos años, se ha puesto de manifiesto la existencia de un nuevo polimorfo de SnS basado en el sistema cristalino cúbico, conocido como π-SnS (grupo espacial: P213, n.º 198).

## Síntesis
El sulfuro de estaño(II) puede prepararse haciendo reaccionar estaño con azufre, o cloruro de estaño(II) con sulfuro de hidrógeno.
Sn + S → SnS
SnCl2 + H2S → SnS + 2 HCl

## Propiedades
El sulfuro de estaño(II) es un sólido marrón oscuro o negro, insoluble en agua, pero soluble en ácido clorhídrico concentrado. El sulfuro de estaño(II) es insoluble en (NH4)2S. Tiene una estructura de capas similar a la del fósforo negro. Como en el caso del fósforo negro, el sulfuro de estaño(II) puede exfoliarse por ultrasonidos en líquidos para producir láminas de SnS semiconductoras atómicamente finas que tienen una brecha de banda óptica más amplia (>1,5 eV) en comparación con el cristal grueso.

## Aplicaciones fotovoltaicas
El sulfuro de estaño(II) es un interesante candidato potencial para la próxima generación de células solares de película fina. En la actualidad, tanto el telururo de cadmio como el CIGS (seleniuro de cobre, indio y galio) se utilizan como capas absorbentes de tipo p, pero se formulan a partir de componentes tóxicos y escasos.El sulfuro de estaño(II), por el contrario, se forma a partir de elementos baratos y abundantes en la tierra, y no es tóxico. Este material también tiene un alto coeficiente de absorción óptica, conductividad de tipo p y un intervalo de banda directa de rango medio de 1,3-1,4 eV, propiedades electrónicas necesarias para este tipo de capa absorbente. Según un cálculo de equilibrio detallado que utiliza el intervalo de banda del material, la eficiencia de conversión de energía de una célula solar que utilice una capa absorbente de sulfuro de estaño(II) podría llegar al 32%, comparable a la del silicio cristalino. Por último, el sulfuro de estaño(II) es estable tanto en condiciones alcalinas como ácidas. Todas las características mencionadas sugieren que el sulfuro de estaño(II) es un material interesante para ser utilizado como capa absorbente de células solares.
En la actualidad, las películas delgadas de sulfuro de estaño(II) para su uso en células fotovoltaicas se encuentran todavía en fase de investigación y desarrollo, con eficiencias de conversión de potencia inferiores al 5%. Entre las barreras para su uso se incluyen un bajo voltaje de circuito abierto y la incapacidad de conseguir muchas de las propiedades mencionadas debido a los problemas de fabricación, pero el sulfuro de estaño(II) sigue siendo un material prometedor si se superan estos problemas técnicos.